# La marimba sud-américaine
La marimba sud-américaine es un disco de estudio de Los Calchakis, grabado en 1969 con el sello francés ARION, en el que el grupo recoge una serie de composiciones ejecutadas básicamente con la marimba o xilófono. Es el único disco del grupo que contiene piezas mexicanas.

## Lista de canciones
| N.º | Título                 | Música                  | Duración |  |
| 1.  | «Las palmeras»         | Gilberto Rojas Enríquez |          |  |
| 2.  | «Nieve, viento y Sol»  | F. Amor                 |          |  |
| 3.  | «El toro rabón»        | folklore                |          |  |
| 4.  | «Sumak yurak»          | A. Mª Miranda           |          |  |
| 5.  | «Bachue»               | Francisco Cristancho    |          |  |
| 6.  | «Sombras»              | Carlos Brito            |          |  |
| 7.  | «La rielera»           | Samuel Lozano           |          |  |
| 8.  | «El rascapetate»       | Rafael de Paz           |          |  |
| 9.  | «Asómate a la ventana» | Luis Romero             |          |  |
| 10. | «Mi chiriguare»        | folklore                |          |  |
| 11. | «Antigua serenata»     | folklore                |          |  |
| 12. | «Huambra amorosa»      | folklore                |          |  |
| 13. | «La zandunga»          | folklore                |          |  |
| 14. | «Joropeando»           | folklore                |          |  |

## Integrantes
- Héctor Miranda
- Guillermo de la Roca
- Joel Perri (Amaru)
- Sergio Arriagada

- Datos: Q5967300